# Homoki tölcsérgomba
A homoki tölcsérgomba (Infundibulicybe glareosa) a pereszkefélék családba tartozó, Európában honos, homoki gyepekben, tápanyagban szegény talajú legelőkön, erdőkben élő, nem ehető gombafaj. 

## Megjelenése
A homoki tölcsérgomba kalapja 2-6 (8) cm átmérőjű, alakja tölcséres. Színe barna, vörösbarna vagy sárgásbarna; higrofán (nedvesen sötétebb). Halványan zónázott lehet, széle sokáig begöngyölt marad, többé-kevésbé bordázott.
Húsa puha, barnás színű. Szaga nincs vagy enyhén ánizsos, íze enyhe. 
Lemezei lefutók. Színük fehéres, halványsárgás, krémszínű, később halványbarnás.
Tönkje 3-4,5 cm magas és 0,3-0,6 mm vastag. Színe gesztenyebarna, hosszában rovátkolt. Alakja lefelé vékonyodik, töve fehéren filces.
Spórapora fehér. Spórája almamag alakú, mérete 5,8-8,8 x 3,7-5 μm.

### Hasonló fajok
A duzzadttönkű tölcsérgomba, sereges tölcsérgomba, óriás tölcsérgomba vagy rozsdasárga tölcsérgomba hasonlíthat hozzá. 

## Elterjedése és termőhelye
Európában honos. Magyarországon ritka. 
Kavicsbányákban, meszes talajú erdőkben, erdőszéleken, parkokban, erdei utak mentén, tápanyagban szegény talajokon található meg. Nyártól őszig terem.  
Nem ehető.   